# NGC 1323
NGC 1323 je galaksija u zviježđu Eridan.

## Vanjske poveznice
- SEDS: NGC 1323